# Termitopisthes kistneri
Termitopisthes kistneri är en skalbaggsart som beskrevs av Tangelder och Jan Krikken 1982. Termitopisthes kistneri ingår i släktet Termitopisthes och familjen Aphodiidae. Inga underarter finns listade i Catalogue of Life.